# La mia storia
La mia storia è un singolo del rapper italiano Shiva, pubblicato il 14 maggio 2021 come primo estratto dal terzo album in studio Dolce vita.

## Video musicale
Il video, diretto da Enrico Yaay e girato presso alcuni grattacieli di Milano, è stato reso disponibile in concomitanza con il lancio del singolo attraverso il canale YouTube del rapper.

## Tracce
Testi e musiche di Andrea Arrigoni, Yoshimitsu e Adam11.
1. La mia storia – 4:01

## Classifiche
| Classifica (2021) | Posizione massima |
| ----------------- | ----------------- |
| Italia            | 64                |